# Oktoberfest
Oktoberfest je osemnajstdnevni festival, ki poteka vsako leto od konca septembra do začetka oktobra v Münchnu, Nemčija. Je ena izmed najpopularnejših prireditev v Nemčiji in s šest milijoni obiskovalcev vsako leto eden največjih festivalov na svetu. Hkrati predstavlja tudi pomemben del bavarske kulture.

## Zgodovina
Oktoberfest je bil prvič organiziran leta 1810, v čast poroke med bavarskim prestolonaslednikom Ludvikom (kasnejšim kraljem Ludvikom I.) in princeso Terezo Saško-Hildburghausensko. Dogodek je potekal na poljanah pred mestnimi vrati Münchna, ki so jih po princesi poimenovali Theresienwiese. 